# NGC 6158
NGC 6158 est une vaste galaxie lenticulaire (ou elliptique ?) relativement éloignée et située dans la constellation d'Hercule. Sa vitesse par rapport au fond diffus cosmologique est de 9 006 ± 7 km/s, ce qui correspond à une distance de Hubble de 132,8 ± 9,3 Mpc (∼433 millions d'al). NGC 6158 a été découverte par l'astronome germano-britannique William Herschel en 1787.
À ce jour, sept mesures non basées sur le décalage vers le rouge (redshift) donnent une distance de 150,000 ± 42,646 Mpc (∼489 millions d'al), ce qui est à l'intérieur des valeurs de la distance de Hubble. Notons cependant que c'est avec la valeur moyenne des mesures indépendantes, lorsqu'elles existent, que la base de données NASA/IPAC calcule le diamètre d'une galaxie et qu'en conséquence le diamètre de NGC 6158 pourrait être d'environ 44,7 kpc (∼146 000 al) si on utilisait la distance de Hubble pour le calculer.
Deux galaxies sont situées à proximité de NGC 6158 sur la sphère céleste, PGC 58195 au sud-est et PGC 2149047 au nord. La distance de Hubble de PGC 58195 est de 129,2 ± 9,0 Mpc (∼421 millions d'al) et elle pourrait former une paire réelle de galaxies avec NGC 6158. D'ailleurs la base de données NASA/IPAC mentionne qu'elle fait partie d'un groupe de galaxies en se basant sur un article publié par Gérard de Vaucouleurs, Antoinette de Vaucouleurs et Harold Corwin en 1976. La vitesse radiale de PGC 2149047 est égale à (10 280 ± 24) km/s. Elle est donc beaucoup plus éloignée que NGC 6158.
NGC 6158 fait partie de l'amas de galaxies Abell 2199.